# 鱼拓

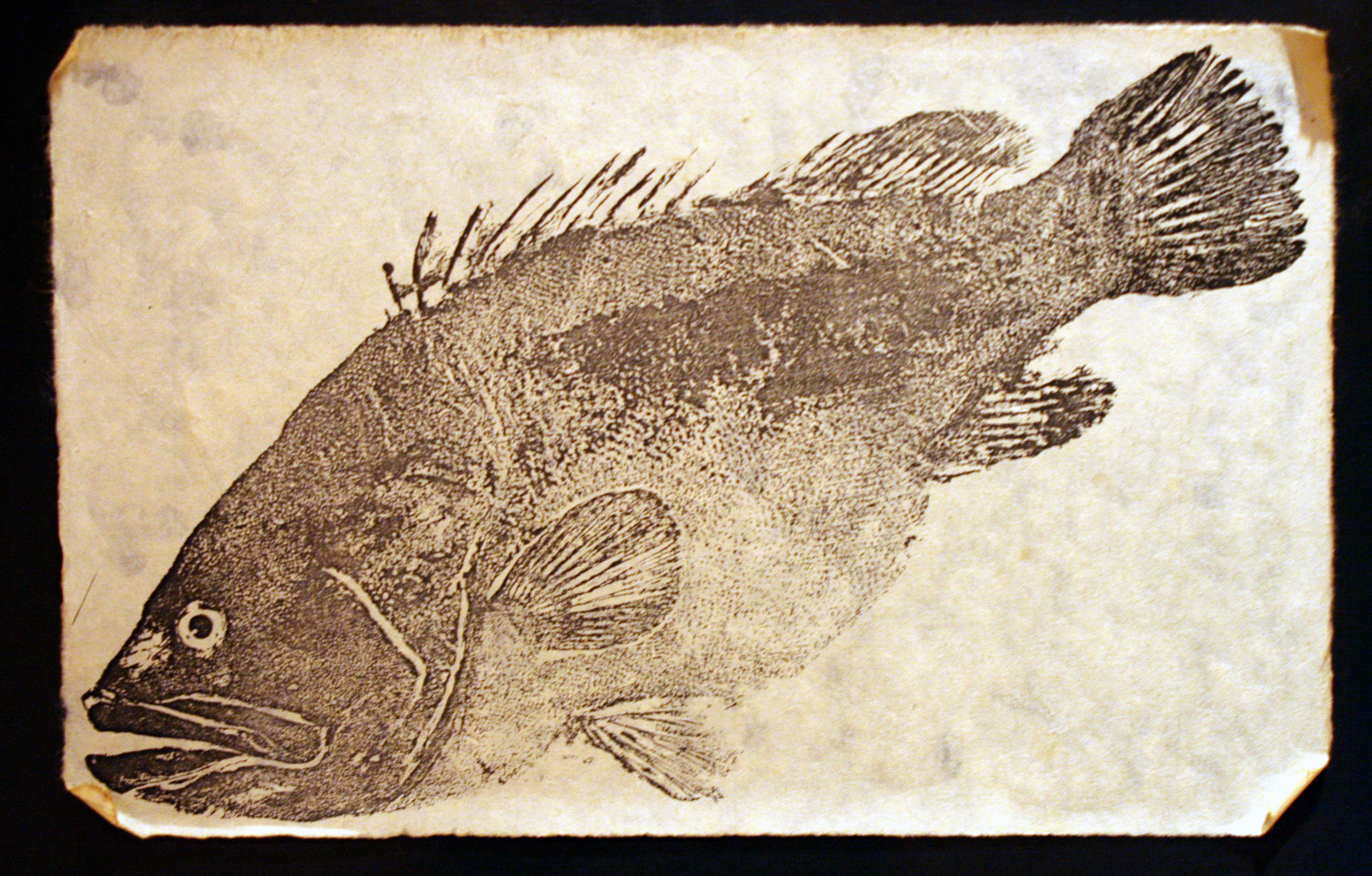
鱼拓作品

鱼拓（日文：魚拓，ぎょたく）是一种将鱼的形象用墨汁或颜料拓印到纸上的技法和艺术，起初鱼拓主要是垂钓者记录钓上的大鱼的实际尺寸，并留作纪念，后来发展成为一种艺术。
鱼拓起源于日本，庄内藩被认为是鱼拓的发源地，至今已经有100多年的历史了。鱼拓最初是采用墨汁拓印，只是黑白两色，制作出来的鱼拓也比较粗糙。后来采用多种颜色的颜料进行拓印，制作出的鱼拓是彩色的，成为一种艺术。
鱼拓作品上面可以描绘水草或山水，书法或题写诗词，钤盖印章，形成诗书画印的艺术品。将鱼拓作品装裱好放入镜框悬挂在家中是非常好的装饰，同时又具有纪念意义。
鱼拓也是记录和展示不同种类的鱼的身长，形状，颜色等体表特征的一种方法。

## 鱼拓的制作
制作鱼拓需要纸，墨汁或颜料，刷子等工具。制作鱼拓的方法有直接法和间接法两种。

### 直接法
直接法是指将颜料直接涂抹在鱼身上，然后再用宣纸将颜色翻印下来，很类似于印刷的过程。
直接法的大致步骤如下：
1. 把鱼平放案板或木板上，使鱼在拓印的过程中稳固。
2. 用清水和精盐将鱼表面的粘液洗净，清洗时注意不要让鳞片脱落。
3. 用纸或布吸去鱼表面多余的水分。
4. 把鱼摆成需要的姿势，用纸塞入鱼口中使鱼形挺括，并把鱼的鳍展开整理好。
5. 根据鱼身上的颜色调制不同浓淡或不同颜色的颜料，用刷子或毛笔在鱼身上的不同部位分别涂上不同的墨汁或颜料。
6. 把鱼移到干净的报纸上
7. 考虑鱼在画面上的构图，将宣纸纸铺在涂了颜料的鱼身上，均匀地按压，拍打或用刷子刷，使得鱼身的颜料被拓印到纸上，然后将宣纸轻轻揭起。
8. 在纸上，用毛笔勾勒出鱼的眼睛。
9. 在纸上记录鱼的种类，长度，重量，钓鱼的日期，钓鱼人和见证人的姓名。
10. 可以在纸上钤盖上红色的印章。

### 间接法
间接法与直接法的区别时，间接法的颜料不是涂抹在鱼身上，而是用拓包拍打在紧贴在鱼身上的宣纸上，很类似于进行碑拓的过程。
间接法的主要步骤是将宣纸用喷雾器喷湿后紧贴在鱼身上，然后用拓包蘸深浅浓淡不同的颜色在宣纸上拍打。

## 引申含义
鱼拓一词在日本会被用来表示互联网的网络存档。